# Danielle Longhini
Danielle Vilas Longhini (Campinas, 22 de fevereiro de 2001) é uma atleta paralímpica brasileira de Golbol. Ela faz parte da Seleção Brasileira de Golbol Feminina.

## Biografia
Longhini é natural de Campinas. Ela nasceu com deficiência visual por conta de uma rubéola que a mãe adquiriu durante a gestação. A campineira conheceu o golbol na escola em 2014. Já no ano seguinte, ela competiu em suas primeiras Paralimpíadas Escolares pelo estado de São Paulo.
Em agosto de 2019, no Mundial IBSA de jovens de goalball, Longhini, junto à equipe brasileira, conquistou uma inédita medalha de ouro para o país nesta competição ao derrotar a Austrália por 5 a 0 na final.
Em novembro de 2021, durante o Campeonato Brasileiro de golbol, disputado no Centro de Treinamento Paralímpico, em São Paulo, ela representou o clube do SESI e recebeu o Troféu de Revelação do torneio.
Em fevereiro de 2022, Longhini foi campeã do Campeonato das Américas, sendo este um título inédito para a Seleção Brasileira feminina. Em maio do mesmo ano, conquistou a medalha de bronze na Copa Malmö, na Suécia, sendo este um dos mais tradicionais torneios de goalball existentes. No mês seguinte, a atleta disputou a Copa Ancara, realizada na capital da Turquia, onde ela e a sua equipe conquistaram o ouro para o Brasil. Em novembro, competiu no Campeonato Mundial de goalball de 2022, porém a seleção foi eliminada ainda na fase de grupos.
Na Copa Malmö de 2023, Longhini conquistou a medalha de bronze após derrotar os Estados Unidos na disputa pelo treceiro lugar.

## Títulos
Mundial de Jovens da Austrália
Ouro: 2019 (Sydney)
Campeonato das Américas de São Paulo
Ouro: 2022 (São Paulo)
Jogos Mundiais da IBSA

Bronze: 2023 (São Paulo)